# Diploa proles
Diploa proles är en skalbaggsart som beskrevs av Hermann Julius Kolbe 1892. Diploa proles ingår i släktet Diploa och familjen Cetoniidae. Inga underarter finns listade i Catalogue of Life.